# ガンリキ
ガンリキは、お笑いコンビ。プロモーション・ススム所属。

## メンバー
- 佐橋 大輔（さばし だいすけ、1971年11月24日（53歳） - ）

東京都八王子市出身。明治大学付属中野八王子高等学校、明治大学卒業。
明治大学野球部出身。元プロ野球選手の鳥越裕介・柳沢裕一は同大学野球部の同級生。
柴犬好きで、四頭飼っている（2019年現在）
2019年4月8日、BCリーグ・信濃グランセローズのアンバサダーに委嘱される。
- 是永 尚芳（これなが ひさよし、1972年10月28日（52歳） - ）

静岡県静岡市清水区出身。
好きなものはサッカー、ガンダム、車、バイク、漫画、ゲームなど。

## 概要
それぞれ、他のコンビで活動していた二人が、2003年（平成15年）にコンビ結成。
映画「バッシュメント」や、フジテレビ「とんねるずのみなさんのおかげでしたスペシャル・細かすぎて伝わらないモノマネ選手権」「こたえてちょーだい」「どーも気になる」などに出演している。ボケの佐橋は「あしたのジョー」マニアで丹下段平のものまねでは原作者であるちばてつやからも応援され、2012年からはたびたび丹下段平の声を担当する。昭和のアニメ・漫画・ドラマネタでは他に「アパッチ野球軍」の堂島剛、「巨人の星」の伴宙太、「俺の空」の安田一平、「西部警察」の渡哲也（大門圭介）などがある。コンプライアンスに引っかかるというものまねのシリーズも多い。
プロモーション・ススム主催「グレートライブ」に毎回出演している。
その他、「Owarai.tv」、「チョコパラTV」などのネット配信での出演が多い。

## 出演

### テレビ
- とんねるずのみなさんのおかげでした・博士と助手〜細かすぎて伝わらないモノマネ選手権〜（フジテレビ）
- 爆笑そっくりものまね紅白歌合戦スペシャル（フジテレビ）
- こたえてちょーだい!（フジテレビ）
- スパイスTV どーも☆キニナル!（フジテレビ）
- 笑う新選組（テレ朝チャンネル）
- 中居正広の金曜日のスマたちへ（TBSテレビ）- 再現VTR出演
- 勝利の女神（千葉テレビ放送）
- PON!（日本テレビ）- 2013年6月21日「どんより どんびき 天カメ一武道会」、佐橋のみ
- コサキン・天海の超発掘!ものまねバラエティー マネもの（フジテレビ）- 佐橋のみ

### ラジオ
- あしたのジョー40周年記念番組『矢吹丈VS力石徹 宿命のライバル 完全実況中継』（TBSラジオ）- 2010年1月17日  佐橋が丹下段平役で出演
- サンマリエ Happy Life Stories（BAYFM）- 毎週日曜日 17:52 - 18:00、佐橋のみレギュラー出演

### 映画
- バッシュメント

### CM
- キリンビバレッジ「キリンメッツコーラ」（佐橋のみ、丹下段平の声）
- ダイハツ・タントカスタム「あしたのピラー」編（佐橋のみ、丹下段平の声）

### オンラインサロン
- 佐橋大輔のコンプライアンスに引っかかるオンラインサロン「青春！時代遅れ学園」